# Cinema colombiano
Il cinema colombiano raccoglie le produzioni cinematografiche realizzate in Colombia o considerate colombiane per ragioni differenti. Come per ogni cinematografia nazionale, è il risultato di un processo storico e si inserisce in una dimensione artistica e industriale.
Nel corso della sua storia il cinema colombiano non è stato considerato come un'attività redditizia e questo ne ha ostacolato la crescita. Nei primi decenni del XX secolo alcune compagnie hanno tentato di alimentare un livello costante di produzione ma la mancanza di appoggio economico e la forte concorrenza straniera ne hanno scoraggiato l'iniziativa. Grazie alla creazione della Compañía de Fomento Cinematográfico (FOCINE), è stato possibile realizzare alcune produzioni. Sfortunatamente però la compagnia è stata liquidata agli inizi degli anni 1990. Oggi, grazie a una legge del cinema approvata nel 2003, nuove iniziative vedono la luce nell'ambito dell'attività cinematografica permettendo una ripresa del cinema colombiano sia sul piano nazionale che su quello internazionale.

## Storia

### Prime opere
La storia del cinema colombiano inizia il 13 giugno 1897, due anni dopo la prima proiezione cinematografica di Auguste et Louis Lumière a Parigi. Infatti è la data in cui il primo cinematografo arriva nel paese dal porto di Colón, grazie a Gabriel Veyre che era partito da Le Havre l'11 luglio 1896 per raggiungere l'America.
Uno storico del cinema colombiano, Luis Alfredo Álvarez, afferma che l'attività cinematografica del paese nasce nel 1897 con l'arrivo del vitascope di Thomas Edison. Ed è così che il 21 agosto dello stesso anno, al teatro Peralta di Bucaramanga, Manuel Trujillo Durán mostra per la prima volta un vitascope al pubblico colombiano, che lo accoglie positivamente. Il 22 agosto, la popolazione di Carthagène des Indes scopre una proiezione di immagini in movimento grazie a un vitascope Edison. Il 1º settembre, presso il teatro municipale di Bogota, Ernesto Vieco presenta per la prima volta agli abitanti della capitale una proiezione cinematografica tramite un vitascope.

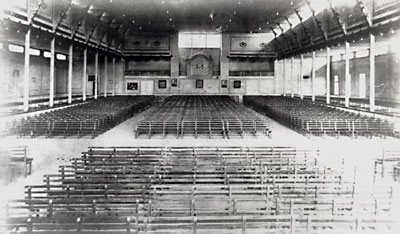
Olympia de Bogotá nel 1914.

Poco dopo l'introduzione del cinematografo in Colombia, il paese è in preda a una guerra civile, chiamata la Guerra dei mille giorni (1899-1902), per tutta la durata della quale le proiezioni cinematografiche vengono interrotte. Nel 1905, il generale e presidente della Repubblica Rafael Reyes Prieto, affida a un operatore di ripresa francese l'incarico di filmare i principali avvenimenti pubblici. Gli archivi cinematografici dell'epoca contengono soprattutto atti ufficiali, inaugurazioni solenni e parate militari.
A quel tempo, lo sviluppo economico della Colombia favorisce la crescita del cinema. Molti film vengono importati e nuove sale cinematografiche vengono costruite, come l’Olympia di Bogotá inaugurata l'8 dicembre 1912. I fratelli Francesco e Vincenzo Di Domenico importano film francesi e italiani. Questi ultimi creano, nel 1913, la Società industriale cinematografica latino-americana (sociedad industrial cinematográfica latinoamericana ou SICLA) grazie all'aiuto dei cognati Giuseppe ed Erminio Di Ruggiero e dei loro cugini Donato et Giovanni Di Doménico Mazzoli. Questa iniziativa è, secondo Luis Alfredo Álvarez, «il primo tentativo organizzato di un cinema nazionale». I fratelli Di Domenico colgono l'occasione dell'assassinio del generale Rafael Uribe Uribe avvenuto il 15 ottobre 1914 per presentare, un anno dopo, il documentario El drama del 15 de octubre («Il dramma del 15 ottobre»). Questo film fa scalpore in quanto mostra i due assassini del generale Uribe intervistati nelle loro celle di detenzione. Il tentativo avanguardista dei fratelli Di Domenico di attirare l'attenzione del pubblico su un soggetto d'attualità, ha come conseguenza quella di interrompere del tutto il progetto di una produzione regolare di film durante gli anni successivi. Bisogna infatti attendere sette anni fino a quando Alfredo del Diestro e Máximo Calvo Olmedo realizzano, nel 1922, il primo lungometraggio colombiano di finzione, María, adattamento cinematografico dell'omonimo romanzo di Jorge Isaacs.

### Cinema muto
Il periodo del muto è un'epoca d'oro per la storia del cinema colombiano in quanto, tra il 1921 e il 1927, una dozzina di lungometraggi vengono proiettati sul grande schermo. Durante gli anni 1920, compaiono diverse case di produzione come Lang|es|Casa Cinematográfica Colombia, Compaña Filmadora de Medellín, Casa Films, Colombia Films Company e Cine Colombia. Fino al 1922, i produttori cinematografici privilegiano soggetti che descrivono la natura o la vita quotidiana. Con María di Alfredo del Diestro e Máximo Calvo Olmedo nel 1922, si inaugura ufficialmente l'era del cinema muto. Il film è tratto dal romanzo omonimo, María, di Jorge Isaacs, best seller in Colombia dalla sua pubblicazione nel 1867. Del film non è rimasta alcuna copia. Calvo ha conservato in un album alcune fotografie di scena e la Fundación Patrimonio Fílmico Colombiano possiede ancora un frammento di 45 secondi delle tre ore complessive della pellicola. Il film è protagonista inoltre della prima polemica riguardo al diritto d'autore nel mondo cinematografico colombiano in quanto la famiglia Isaacs intenta una causa contro la casa di produzione, Valley Film.
Un'altra pellicola di finzione, Aura o las violetas è l'adattamento di un'opera letteraria di José María Vargas Vila ed è realizzata dai fratelli Di Domenico nel 1924. Il cortometraggio, della durata di 18 minuti, racconta la storia di un matrimonio burrascoso tra un ricco uomo attempato e una giovane ragazza povera.
Arturo Acevedo Vallarino, produttore e direttore di una compagnia nazionale di teatro ad Antioquia, è stato un altro pioniere del cinema colombiano. Infatti, dopo l'introduzione dei film stranieri, i teatri non erano più così redditizi e Acevedo decide di aprire una casa di produzione, Acevedo e Hijos («Acevedo et Fils») nel 1920 che sarà la prima società a realizzare un lungometraggio interamente colombiano, La tragedia del silencio. Fa la sua prima apparizione il 18 luglio 1924 al teatro Faenza di Bogotá, richiamando un numeroso pubblico. Ciononostante, secondo Gonzalo Acevedo Bernal, «il successo fu breve». A seguito della proiezione di La tragedia del silencio a Medellín, Acevedo e Hijos attira l'attenzione dell'industriale Gonzalo Mejía. Grazie al suo supporto finanziario, la compagnia produce un nuovo film nel 1925, Bajo el cielo antioqueño.
I film colombiani affrontano temi come la natura, il folklore e il nazionalismo, con qualche eccezione quando si ispirano invece alle opere letterarie. Nel 1926, il film Garras de oro, realizzato da P.P. Jambrina, è basato su un fatto politico, la separazione di Panama dalla Colombia nel 1903, e critica il ruolo degli Stati Uniti in questo contesto storico.
La produzione cinematografica non si concentra esclusivamente a Bogotà. Grazie a una spinta di decentralizzazione, numerosi film sono girati in varie città come Cali, Medellín, Barranquilla... A Cali viene fondata nel 1923 la compagnia «Colombia Film», alfine di realizzare film che richiedono particolari esigenze tecniche come i due lungometraggi di Camilo Cantinazzi: Suerte y azar del 1925 e Tuya es la culpa del 1926.
Alma provinciana, realizzato nel 1925 da Félix Joaquín Rodríguez, è considerato uno dei migliori film del cinema muto colombiano dal punto di vista tecnico. Il regista, che aveva vissuto negli Stati Uniti dal 1915 al 1919 frequentando gli studi di hollywood, introduce in Colombia le tecniche di base di ripresa, sviluppo e montaggio.

I principali lungometraggi muti dell'epoca sono andati perduti e le copie su supporto infiammabile non possono più essere consultate. Per alcune di queste pellicole esistono però delle fotografie.

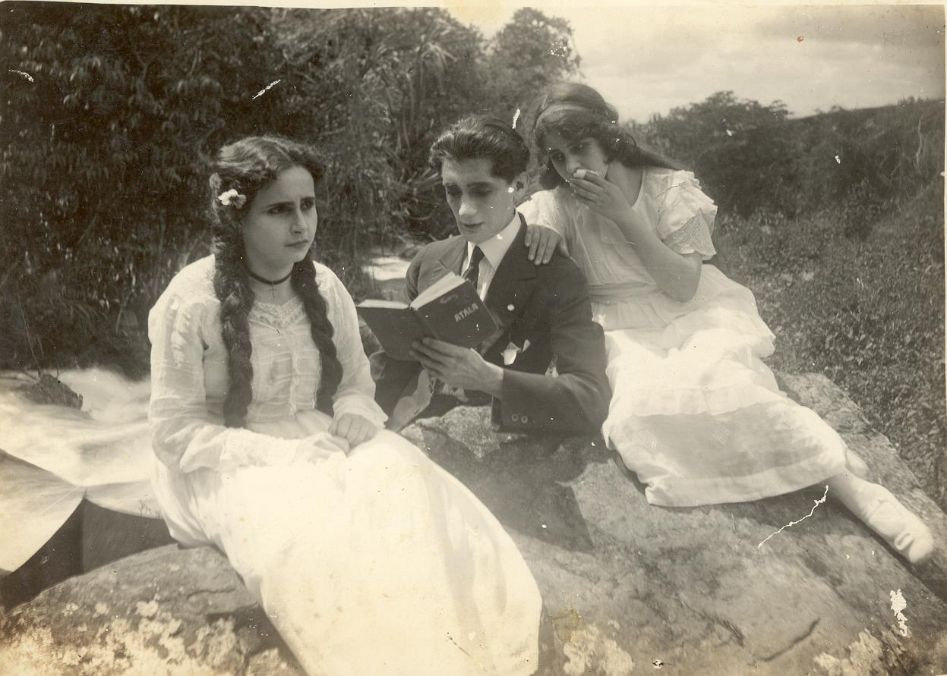
María (1922)
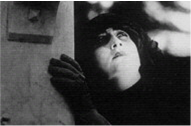
Bajo el cielo antioqueño (1925)
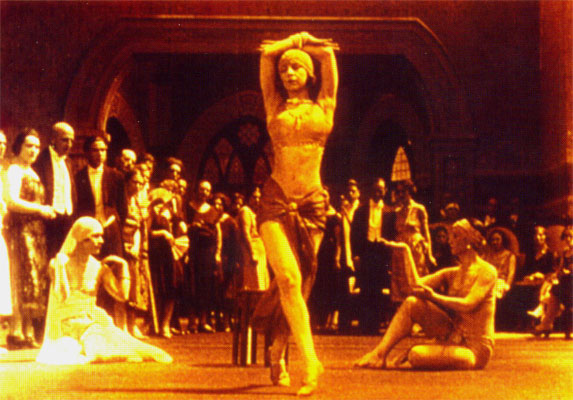
Garras de oro (1926)

### Gli inizi del cinema sonoro

#### La crisi degli anni 1930
Verso il 1928, con l'avvento del cinema sonoro, inizia il declino dell'età dell'oro della produzione cinematografica colombiana. Il cinema muto non può opporsi a questa nuova tecnologia più costosa e difficile da utilizzare. Le produzioni locali non sono in grado di rivaleggiare con i film americani. A questo si aggiunge la competitività dei film argentini e messicani. I fratelli Di Domenico, che consideravano il cinema sonoro un ostacolo insormontabile, vendettero tutto il loro materiale cinematografico. Al contrario, i fratelli Acevedo continuarono a proiettare regolarmente le loro «Actualités colombiennes» che trattavano argomenti di attualità, sport e società fino al 1948. Inoltre, il 7 giugno 1927, con l'arrivo della compagnia Cine Colombia che diffonde film stranieri, sopravvive solo la casa di produzione Acevedo e hijos. Le due società si uniscono tra il 1929 e il 1932 per realizzare Noticiero Cineco (le notizie Cineco) che riportava notizie sulla vita quotidiana dell'aristocrazia nazionale, le celebrazioni sportive, le corse dei tori, il teatro, la danza, le processioni, gli incontri di boxe e i carnevali studenteschi.
Nel 1931, le ricerche tecniche sul cinema sonoro, realizzate da Carlos Schroeder et César Estévez, portano alla creazione di un nuovo apparecchio: il Cine Voz Colombia. Questa invenzione era in grado di adattarsi a qualsiasi proiettore cinematografico muto e permettere la diffusione del suono registrato su dischi.

#### Le prime produzioni
Prodotto Acevedo e Hijos e Carlos Schroeder, il primo film sonoro colombiano è Los Primeros ensayos del cine parlante nacional. Al momento della proiezione in sala il 1º aprile 1937, dura 25 minuti di cui solamente 9 sono stati conservati.
Il primo lungometraggio sonoro di finzione Al son de las guitarras è stato realizzato nel 1938 da Alberto Santana e supervisionato da Carlos Schroeder.
Tra il 1941 e il 1945, vengono realizzati dieci lungometraggi sonori da quattro diverse case di produzione:
- Calvo Film, creata nel 1941 da Máximo Calvo, produce Flores del valle nel 1941 e Castigo del Fanfarrón nel 1944;
- nel 1942, Oswaldo Duperly e i fratelli Leopoldo e Georges Crane Uribe fondano la compagnia Ducrane Films, dall'unione dei loro cognomi. Realizzano diversi film come Allá en el trapiche di Roberto Saa Silva e Gabriel Martínez nel 1943, Golpe de gracia di Hans Brückner e Oswaldo Duperly nel 1944, Sendero de luz  di Emilio Alvárez Correa nel 1945;
- nel 1943, alcuni attori separatisi dalla Ducrane Films, fondano la compagnia Patria Films diretta da Alfonso Gaitán, Gabriel Martínez, Humberto Onetto e Lily Alvárez. Producono Antonia Santos e Bambucos y Corazonesen nel 1944 e El sereno de Bogotá nel 1945;
- nel 1944, Cofilma viene fondata ad’Antioquia e produce Anarkos nel 1944 e La canción de mi tierra nel 1945.

Fondate durante la Seconda guerra mondiale, le quattro compagnie cessarono la loro attività nel 1946.
Antonia Santos, chiamato anche Horizontes de gloria, è il primo film colombiano ad affrontare il tema della lotta indipendentista. Prodotto nel 1944 da Miguel Joseph y Mayol e Gabriel Martínez, racconta gli ultimi anni della vita di Antonia Santos nella lotta contro il giogo spagnolo. La Fundación Patrimonio Fílmico Colombiano possiede ancora un frammento di 45 secondi di questo film che durava sessanta minuti.

### Gli anni 1950 e 1960: un periodo di transizione
Durante questo periodo nuove case di produzione vedono la luce ma hanno vita breve. Tra queste, Caribe Sonofilms (1951-1953), Procinal (1947-1955) che realizza il film Colombia Linda nel 1955.
Negli anni 1950, Gabriel García Márquez e Enrique Grau tentano di rilanciare l'industria cinematografica. Nel 1954 realizzano, con l'aiuto dello scrittore Álvaro Cepeda Samudio e del fotografo Nereo López, il cortometraggio surrealista La langosta azul. Il film più importante prodotto negli anni 1950 è El milagro de sal, girato a Zipaquirá, vicino a Bogotá, dal regista messicano Luis Moya Sarmiento nel 1958. Da segnalare inoltre La gran obsesión di Guillermo Ribón Alba, prodotto nel 1955.
La compagnia Acevedo e Hijos cessa la sua attività a metà degli anni 1950, il suo archivio è recuperato nel 1964 dal dipartimento delle relazioni pubbliche e della pubblicità della società Intercol prima di essere acquisito nel 1980 dalla Fundación Patrimonio Fílmico Colombiano.
Durante gli anni 1960 vengono prodotti più film rispetto al decennio precedente. Nonostante questo non sia considerato un periodo di ripresa del cinema colombiano, numerosi cineasti iniziano la loro carriera in questo ambito. In questo decennio in cui vengono realizzati tre lungometraggi ottengono un grande successo commerciale: Tres cuentos colombianos (1962) di Julio Luzardo che richiama più di 40 000 spettatori, Un ángel de la calle (1966) di Zacarías Gómez Urquiza e Aquileo venganza (1968) di Ciro Durán.

### Periodo contemporaneo

#### La pornomiseria

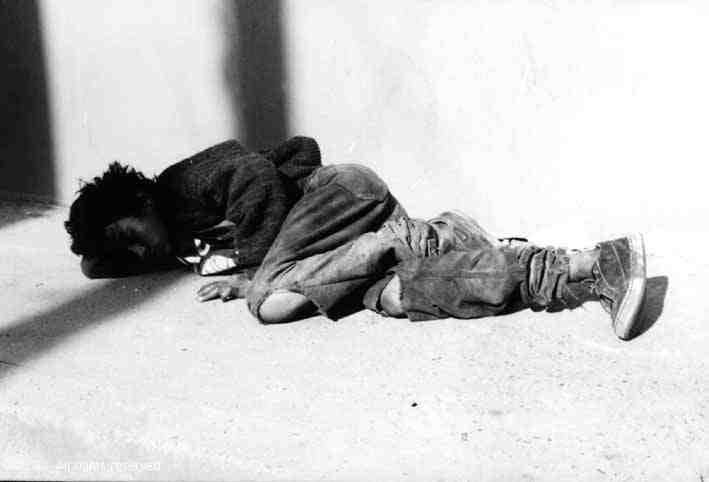
Un bambino nella strada: una scena comune utilizzata negli anni 1970

Negli anni 1970, in Colombia e in altri paesi latinoamericani come il Brasile o il Venezuela, si assiste alla nascita di un genere chiamato pornomiseria  l'attenzione è rivolta verso la povertà e la miseria umana. I temi ricorrenti sono la miseria del popolo, la vita degli emarginati, la prostituzione dei ragazzi di strada, il traffico di stupefacenti, l'indifferenza e la corruzione politica. Un film che presenta tutte le caratteristiche di questo nuovo genere è Gamin, un documentario di Ciro Durán co-prodotto con l’Institut national de l'audiovisuel, uscito nel 1978, che parla dei ragazzi di strada di Bogotà, che, rotti i rapporti con le proprie famiglie, vivono di elemosina ed espedienti.
Le critiche alla pornomiseria indicano che questo genere non affrontava abbastanza in profondità i problemi sociali in quanto non ne indagava la realtà sul territorio.
Nel 1971, una nuova legge cerca di regolamentare i corto e i lungometraggi. Si tratta del decreto 1309, completato dalla Risoluzione 315 della Superintendencia de los precios.. La legge obbliga gli esercenti ad accompagnare con un cortometraggio colombiano le proiezioni dei film stranieri, e questo comporta un forte incremento dell'attività documentaristica. Nello stesso anno, a Cali, la casa di produzione cinematografica Cine Colombia inaugura il primo Cinema multisala.
La Junta Asesora de Calidad viene fondata nel 1974 e dipende dalla sezione cinematografica del Ministero delle Comunicazioni. Il suo obiettivo è quello di frenare la produzione dei «cattivi» cortometraggi respingendoli o privandoli di aiuti per la promozione, cosa che porta a un decremento nella produzione.

#### FOCINE
La Compañía de Fomento Cinematográfico (FOCINE) viene fondata il 28 luglio 1978, grazie al decreto 1244, durante la presidenza di Alfonso López Michelsen. La sua missione era quella di amministrare un «fondo speciale destinato esclusivamente al finanziamento dell'industria cinematografica» definito secondo il decreto 950 del 1976. FOCINE è un'istituzione statale che dipende dal Ministero delle comunicazioni e che ha permesso la realizzazione di ventinove lungometraggi e di numerosi cortometraggi e documentari.
Ciononostante, la corruzione all'interno di FOCINE condusse al suo fallimento nel 1993, in seguito al decreto 2125 del 29 dicembre 1992. Questa decisione inaugura una diminuzione della produzione cinematografica colombiana. La fine di FOCINE non ha però impedito ai registi di realizzare film senza l'aiuto dello Stato. La vendedora de rosas infatti, è stato prodotto grazie al lavoro e alle risorse del cineasta Erwin Gögel sotto la direzione di Víctor Gaviria nel 1998. Questo film, che è rimasto nelle sale per ben sedici settimane, non consente ai produttori di raggiungere la soglia di redditività essendo gli incassi non sufficienti.
Nel corso dell'ultimo decennio del XX secolo, dopo la perdita del sostegno statale in seguito al fallimento di FOCINE, i cineasti colombiani ripongono le loro speranze nelle coproduzioni con i paesi europei. Riescono così a realizzare qualche film notevole come quelli diretti da Sergio Cabrera, tra cui La estrategia del caracol del 1993 che ha vinto numerosi premi internazionali e catturato l'interesse del pubblico colombiano.

## Generi cinematografici

### Documentari

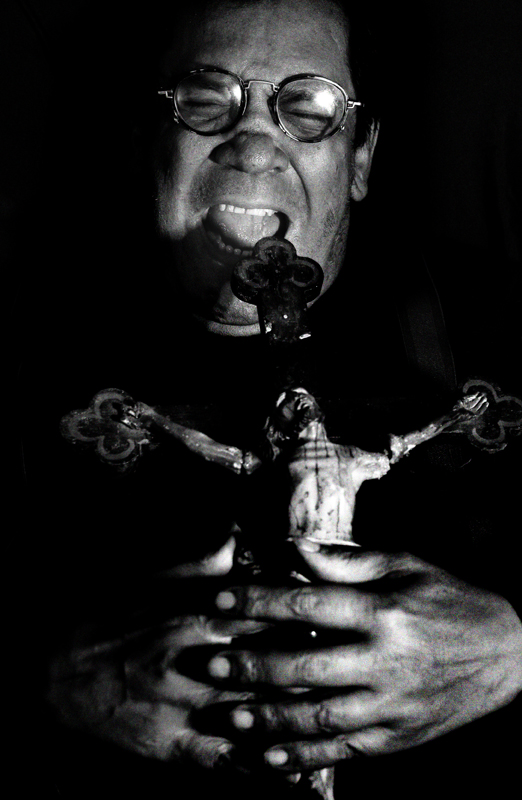
Carlos Mayolo

I documentari colombiani sono di diverse tipologie. Pochi di loro sono stati distribuiti a causa degli ostacoli che l'industria cinematografica ha imposto riguardo all'esposizione e alla distribuzione del materiale. Ai suoi inizi il cinema colombiano si rivolge quasi esclusivamente alla produzione di documentari. Agli inizi del 1900, gli archivi cinematografici abbondano di manifestazioni ufficiali, inaugurazioni solenni, parate militari e avvenimenti sportivi..
Nel 1915, il documentario El drama del 15 octubre è la prima vera produzione del cinema colombiano. La pellicola è stata preceduta da diversi documentari come quello dell'italiano Floro Manco, El Triunfo de la Fe del 1914 che mostrava lo sviluppo urbano di Barranquilla. Inoltre, dal 1924 al 1948, Arturo Acevedo Vallarino e i suoi figli Gonzalo e Alvaro ohanno realizzato le «Actualités colombiennes» che trattano argomenti d'attualità, sport e società. Una critica avanzata al cine-documentario dell'epoca è quella di non aver filmato nessuno dei conflitti sociali degli anni 1920 e che non è testimoniata la realtà colombiana dell'epoca. Non è stato realizzato, per esempio, alcun documentario sul Massacro delle bananiere del 1928.
All'inizio degli anni 1930, appaiono dei medi e lungometraggio che descrivono importanti fatti storici come «La entrevista del presidente Olaya Herrera con el presidente Roosevelt» (1931) sulla colonizzazione nordamericana. Abbiamo inoltre una testimonianza dei funerali di Jorge Eliécer Gaitán assassinato il 9 aprile 1948 in La manifestación a Jorge Eliécer Gaitán (1948).
Intanto, con la creazione nel 1938 del Departamento de cine, Gonzalo Acevedo produce diversi cortometraggi sulle città colombiane con lo scopo di sviluppare un cinema educativo itinerante. Nonostante sia stato un fallimento a causa della mancanza di personale qualificato, questa esperienza si è dimostrata importante per la nascita del cinema educativo in Colombia.
Durante gli anni 1970, nella città di Cali, i film e l'arte in generale hanno conosciuto un vero e proprio "boom". Dal 1971 fino alla sua morte, Andrés Caicedo appoggia il cinema attraverso la creazione del Cine Club de Cali che programmava regolarmente film internazionali. Sempre in questo periodo nasce il grupo de Cali, un'associazione di cineasti composta da Luis Ospina, Carlos Mayolo, Ramiro Arbeláez, Andrés Caicedo e da altri documentaristi e registi appassionati dall'immagine in movimento.
I registi producono un gran numero di documentari. Marta Rodríguez e suo marito Jorge Silva, attraverso la loro opera, hanno mostrato la miseria delle classi sociali più basse e le loro lotte. «Chircales», che realizzano tra il 1966 e il 1972, ne è un tipico esempio. Nel 1970, iniziano la realizzazione di Planas: Testimonio de un Etnocidio sul massacro a danno della popolazione indigena locale.
Bisognerà attendere gli anni 1970 perché il cinema colombiano analizzi davvero la realtà del Paese con tutti i suoi problemi. Esempio tipico di questo cinema di denuncia è il film Ésta fue mi vereda dello scrittore Gonzalo Canal Ramírez realizzato nel 1960 che si basa sul periodo de la Violencia (1948-1960). Un altro esempio è il film controverso del cineasta Francisco Norden Camilo, el cura guerrillero (1974) sulla storia di Camilo Torres Restrepo.
Alcuni documentari vengono riconosciuti a livello internazionale. Nel 1982, Jorge Silva e Marta Rodríguez ottengono il prix FIPRESCI con Nuestra voz de tierra, memoria y futuro. In tempi più recenti, al Miami International Film Festival del 2005, il Gran premio della giuria per il miglior documentario è assegnato a La sierra di Scott Dalton e Margarita Martínez.

### Cinema d'animazione
Il cinema d'animazione compare per la prima volta in Colombia all'inizio del XX secolo quando l'industria cinematografica, che faceva i suoi primi passi, comincia a utilizzare tecniche come quella dell'incisione su pellicola e la stop motion. La prima animazione, che non dura che qualche secondo, fu in Garras de oro del 1926. Tutto il film è in bianco e nero mentre, in una delle scene, una bandiera colombiana è stata colorata fotogramma per fotogramma. I fratelli Acevedo utilizzano in diverse occasioni, animazioni che servono a indicare luoghi particolari o percorsi su una carta geografica come per esempio nel documentario Colombia victoriosa del 1933. Nel 1960, il francese Robert Rossé è il primo ad aprire uno studio di animazione in Colombia, seguito da Cinesistema, una casa di produzione di cortometraggi e di Pubblicità televisiva.
Le produzioni animate conoscono una forte domanda in ambito commerciale e pubblicitario negli anni 1970 e 1980. Tre aziende dominano in questo periodo sul mercato di Bogotá: quella di Nelson Ramírez creata nel 1972 e quelle di Alberto Badal e di Juan Manuel Agudelo. Inoltre numerosi autori preferiscono realizzare opere di tipo narrativo e sperimentale. Questo è il caso, per esempio, di Ernesto Franco Quiñones con il cortometraggio di sei minuti in bianco e nero Made in USA. Secondo Hernando Martínez Pardo, si tratta del primo cartone animato latino-americano. Il regista colombiano Fernando Laverde è uno dei principali esponenti di questo movimento. Di ritorno in Colombia dopo un viaggio in Spagna dove sperimenta l'animazione per immagine prendendo a modello il film di Jiří Trnka, realizza El país de Bellaflor, una critica politica creata nel 1972 con delle marionette di legno. Nel 1978, il suo film La pobre viejecita, adattamento di una fiaba del poeta Rafael Pombo, diventa il primo lungometraggio d'animazione colombiano. Grazie a questo film, Laverde ottiene il premio Colcultura per il miglior lungometraggio nazionale.
Durante gli anni 1990, l'industria dell'animazione si evolve grazie all'introduzione di programmi di animazione 2D e 3D. Nasce la società Conexión Creativa, fondata dai fratelli Hernán e Diego Zajec e gestita da Maribel Echeverry che crea nel 1997 la prima serie televisiva d'animazione dell'America latina, composta da 113 episodi, El siguiente programa.

## Economia

### Leggi a favore del cinema
La creazione nel 1938 del Departamento de cine, legato al Ministero dell'Educazione, è possibile grazie a Jorge Eliécer Gaitán, all'epoca Ministro dell'Istruzione. Il suo obiettivo è quello di sviluppare in tutta la Colombia un cinema educativo, attraverso la creazione di un cinema itinerante. Vengono realizzati numerosi cortometraggi che descrivono le città del Paese per educare la popolazione attraverso il cinema.Ciononostante questa esperienza fu un fallimento a causa della mancanza di personale qualificato.
Durante la Seconda Guerra Mondiale, l'importazione di film europei verso la Colombia si interrompe, lasciando il posto ai film nordamericani e messicani. In un'ottica di protezionismo, lo Stato colombiano introduce la legge 9 del 1942 per la promozione dell'industria cinematografica. Nella legge si afferma che il carattere nazionale è un requisito fondamentale per poter essere esonerati dalle tasse sull'importazione dei prodotti necessari allo svolgimento dell'attività delle case di produzione. Il governo si incarica di esentare le case di produzione e le sale cinematografiche che diffondono cortometraggi nazionali di 35 minuti, con commento sonoro per tutta la loro durata.
Agli inizi del XX secolo la produzione cinematografica conosce un incremento grazie a numerosi leggi.
Dopo la scomparsa di FOCINE nel 1993, la legge 397 del 1997 - o «Legge Generale della Cultura» - dà luce al Ministero della Cultura e alla produzione di un regolamento con lo scopo di elaborare un cinema che «preservi la purezza del DNA nazionale». Questa legge permette la creazione del Fondo Mixto de Promoción Cinematográfica, un ente privato senza scopo di lucro che cerca di rafforzare il settore cinematografico colombiano grazie al sostegno pubblico e privato. La partecipazione pubblica passa attraverso il Ministero della Cultura, dell'Educazione e delle Comunicazioni, l'Università Nazionale della Colombia, la direzione delle imposte e la banca centrale; quella privata è realizzata da Kodak, dalla fondazione del patrimonio filmico colombiano e dall'associazione colombiana dei distributori di film.
Qualche anno più tardi viene approvata la legge 814 del 2003, meglio conosciuta con il nome di «legge del cinema». Sostiene l'attività cinematografica in Colombia, attraverso il versamento di una tassa dell'8,5% sulle entrate nette dei distributori e dei gestori generate dalla diffusione dei film stranieri. Inoltre, i gestori beneficiano di un abbattimento del 6,5% se si tratta di un cortometraggio colombiano certificato dal Ministero della Cultura. Questa legge include inoltre una ritenuta del 5% sulle entrate dei produttori di film colombiani al fine di alimentare un fondo di sostegno gestito dal Consejo Nacional de las Artes y la Cultura en Cinematografía, CNACC. Questa imposta è destinata ad appoggiare i registi di lungometraggi, cortometraggi o documentari, così come i progetti di formazione. Infine, sebbene gli investitori possano recuperare fino al 50% dei loro investimenti grazie alla detrazione fiscale, i produttori sono invece esclusi da questo sistema fiscale: possono ottenere dei finanziamenti solo se ottengono un premio attribuito da una giuria per un loro film.
La legge 1556 del 2012, chiamata anche «legge Filmación Colombia» viene approvata con il fine di presentare la Colombia come luogo ideale per girare e produrre film stranieri affidando alle imprese cinematografiche locali servizi tecnico-artistici. Per i film i cui criteri rientrano nei parametri di questa legge, il 40% dei costi di pre-produzione, di registrazione e post-produzione sono sostenuti dal Fondo Fílmico Colombia che dipende dal Ministero del Commercio, dell'Industria e del Turismo mentre il governo copre il 20% delle spese di vitto, alloggio e trasporto.

### Fama internazionale

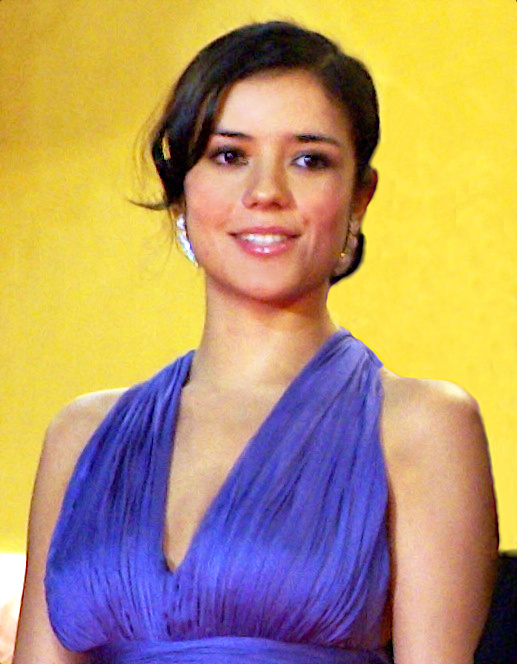
Catalina Sandino Moreno

Per molto tempo il cinema colombiano è stato poco presente sulla scena delle manifestazioni cinematografiche internazionali. Ciononostante, la presenza costante della Colombia, le pellicole selezionate nei festival più rinomati (come il festival de Cannes) e il prolificarsi delle coproduzioni internazionali, fanno pensare che stia guadagnando attenzione e riconoscimento nel mondo del cinema.
Negli anni 1970, alcuni documentari raggiungono un discreto successo. Chircales (1972), prodotto e realizzato da Marta Rodríguez e Jorge Silva, vince numerosi premi internazionali (il Golden Dove al Leipzig DOK Festival e quello del Tampere International Short Film Festival).
Durante gli anni 1990, il cinema colombiano si fa conoscere grazie al film  La estrategia del caracol  (1993) di Sergio Cabrera che riceve numerosi riconoscimenti. Lo stesso dicasi per Víctor Gaviria con i suoi film Rodrigo D: No futuro (1990) e La Vendedora De Rosas  (uscito nel 1998 e nominato per la Palma d'Oro al Festival di Cannes).
Nel 2004, in occasione del Festival internazionale del cinema di Berlino, l'attrice colombiana Catalina Sandino Moreno condivide, con Charlize Theron, l'Orso d'argento per la migliore attrice per la sua interpretazione nel film María llena eres de gracia, co-prodotto con gli Stati Uniti. Quello stesso anno, si vede consegnare l'Oscar alla miglior attrice dall'Academy of Motion Picture Arts and Sciences. Nel 2008, il film Paraíso Travel, del regista Simón Brand, è stato ben accolto in America, ricevendo il premio del pubblico al festival du film latino-américain de Huelva e il premio di pubblico e giuria al Los Angeles latino Film Festival. Nel 2010, sempre al Festival internazionale del cinema di Berlino, La Barra, di Óscar Ruiz Navia riceve il Premio della critica, mentre un altro film dello stesso regista, Los Hongos, ottiene il premio speciale della giuria al International Film Festival Rotterdam. César Augusto Acevedo è stato tre volte premiato al Festival di Cannes 2015, con la Caméra d'Or e due premi della critica per il film Un mondo fragile.Inoltre, nel 2016, El abrazo de la serpiente del regista Ciro Guerra è stato il primo film colombiano candidato per l'Oscar al miglior film straniero.

### Festivals del cinema

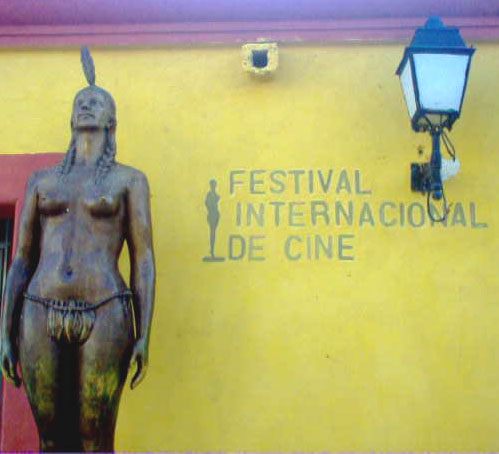
La sede del Festival international du film de Carthagène, nel centro della città.

Il cinema in Colombia diventa sempre più importante e nascono numerosi festival nazionali e internazionali. I due più importanti sono:
- il Festival international du film de Carthagène fondato nel 1960 che assegna il Golden India Catalina;
- il Festival du film de Bogota nato nel 1984 che assegna il Golden Precolumbian Circle.

Vi son inoltre numerosi festival internazionali, che presentano i registi locali e promuovono l'accesso del grande pubblico al cinema. Tra questi i più importanti sono:
- Eurociné (dal 1995);
- il Festival del cinema di Santa Fe di Antioquia (dal 2000);
- il Festival del cinema colombiano Feria de las Flores (dal 2000);
- il Festival del cinema francese (depuis 2001).

### Incassi
| Anno | Numero di spettatori per i film colombiani (in milioni) | Numero totale di spettatori (in milioni) | Numero di film colombiani | Numero totale di film |
| ---- | ------------------------------------------------------- | ---------------------------------------- | ------------------------- | --------------------- |
| 1996 | 0,987                                                   | 18,1                                     | 3                         | 273                   |
| 1997 | 0,1                                                     | 17,9                                     | 1                         | 252                   |
| 1998 | 1,422                                                   | 18,4                                     | 4                         | 241                   |
| 1999 | 0,112                                                   | 16                                       | 3                         | 246                   |
| 2000 | 0,618                                                   | 17,2                                     | 4                         | 204                   |
| 2001 | 0,84                                                    | 17,8                                     | 7                         | 203                   |
| 2002 | 0,855                                                   | 18,4                                     | 4                         | 180                   |
| 2003 | 0,577                                                   | 17,1                                     | 5                         | 175                   |
| 2004 | 0,945                                                   | 17,1                                     | 8                         | 167                   |
| 2005 | 1,979                                                   | 15,9                                     | 8                         | 164                   |
| 2006 | 2,807                                                   | 20,2                                     | 8                         | 162                   |
| 2007 | 2,387                                                   | 20,7                                     | 10                        | 198                   |
| 2008 | 2,278                                                   | 21,6                                     | 13                        | 200                   |
| 2009 | 1,208                                                   | 27,1                                     | 12                        | 214                   |
| 2010 | 1,531                                                   | 33,7                                     | 10                        | 207                   |
| 2011 | 2,994                                                   | 38,0                                     | 18                        | 213                   |
| 2012 | 3,386                                                   | 40,8                                     | 23                        | 213                   |

Il film più visto dal 1 gennaio 2007 al 7 aprile 2013 è L'era glaciale 4 - Continenti alla deriva (2012) con 2 995 337 spettatori.

### Distribuzione
In Colombia sono quattro i principali distributori di film commerciali: Cine Colombia,  Cinemark Colombia, Procinal e Royal Films. Creato il 7 giugno 1927, Cine Colombia è la catena più grande e rappresentativa del Paese. È anche la prima rete cinematografica colombiana, tanto per il numero di biglietti venduti che per anzianità.
| I distributori nel 2007 | I distributori nel 2007 | I distributori nel 2007  |
| Distributore            | Spettatori              | Incasso                  |
| ----------------------- | ----------------------- | ------------------------ |
| Cine Colombia           | 11 755 660 (52%)        | $ 88 312 969 800 (58%)   |
| Cinemark Colombia       | 3 424 725 (15%)         | $ 25 071 379 850 (17%)   |
| Procinal                | 3 198 948 (14%)         | $ 10 109 862 038 (7%)    |
| Royal Films             | 1 747 502 (8%)          | $ 10 852 956 500 (7%)    |
| Altri (circa 76)        | 2 647 017 (12%)         | $ 17 441 989 600 (11%)   |
| TOTALE                  | 22 773 852 (100%)       | $ 151 789 157 788 (100%) |